# Loriculus
Loriculus is een geslacht van vogels uit de familie Psittaculidae (papegaaien van de Oude Wereld). Deze parkieten worden vleermuisparkieten genoemd (in het Engels hanging parrots) omdat zij de -voor vogels unieke- eigenschap hebben om ondersteboven hangend te rusten en slapen, net als vleermuizen.

## Kenmerken
De vogels zijn vrij klein (ca. 13 cm), overwegend groen, met een korte staart. 

## Verspreiding en leefgebied
Vleermuisparkieten komen voor in tropisch Zuid-Azië.

## Soorten
Het geslacht kent de volgende soorten:
- Loriculus amabilis  – Molukse vleermuisparkiet
- Loriculus aurantiifrons  – Schlegels vleermuisparkiet
- Loriculus beryllinus  – Ceylonese vleermuisparkiet
- Loriculus bonapartei  – Suluvleermuisparkiet
- Loriculus camiguinensis  – Camiguinvleermuisparkiet
- Loriculus catamene  – Sangirvleermuisparkiet
- Loriculus exilis  – Groene vleermuisparkiet
- Loriculus flosculus  – Floresvleermuisparkiet
- Loriculus galgulus  – Blauwkroontje
- Loriculus philippensis  – Filipijnse vleermuisparkiet
- Loriculus pusillus  – Javaanse vleermuisparkiet
- Loriculus sclateri  – Sulavleermuisparkiet
- Loriculus stigmatus  – Roodkroontje
- Loriculus tener  – Bismarckvleermuisparkiet
- Loriculus vernalis  – Indische vleermuisparkiet